# ナイアガラフォールズ駅 (ニューヨーク州)
ナイアガラフォールズ駅（英語:  Niagara Falls station）は、アメリカ合衆国ニューヨーク州ナイアガラフォールズ デポ・アベニュー・ウェスト825にある駅。 全米各地を結ぶ旅客鉄道のアムトラックが乗り入れている。ナイアガラ川の対岸、オンタリオ州ナイアガラフォールズに同名のVIA鉄道ナイアガラフォールズ駅がある。

## 概要
市の郊外にあった旧駅から移設され、2016年12月6日に現在の駅舎での営業を開始した。約4,300万ドルの建設費を費やし完成した約4,200平方メートルの駅舎は、税関と国境警備隊も入居している。

## 利用可能な鉄道路線／列車
アムトラックの停車する列車は下記の通り。
トロントとニューヨーク間の昼行国際列車メープルリーフ号…1日1往復停車
ニューヨーク州ナイアガラフォールズとニューヨーク間の昼行中長距離列車エンパイア・サービス…1日2往復発着